# Anthony Giordano
Antonio „Tony G.“ Rico Giuseppe Giordano, auch bekannt als Anthony Giordano (* 24. Juni 1915; † 29. August 1980) war ein italienisch-amerikanischer Mobster der US-amerikanischen Cosa Nostra und ehemaliger Boss der nach ihm benannten Giordano-Familie (St. Louis crime family), die von ihrem Hauptsitz in St. Louis (Missouri) aus agiert.

## Frühe Jahre
Anthony Giordano wurde am 24. Juni 1915 in St. Louis (Missouri) geboren. Er heiratete später Catherine P. Burns und gemeinsam adoptierten sie ihren Sohn William Giordano. In seinen frühen Jahren trug Giordano oft breitkrempige perlgraue Hüte, teure Anzüge, und die von vielen Mafiosi jener Zeit favorisierte Ringe. Er war der Onkel von Matthew M. Trupiano, Jr., welcher später ebenso Boss der Familie wurde und auch der Onkel von Vincenzo „Jimmy“ Giammanco, welcher ein ranghoher Capo der Familie war. Auch der derzeitige Underboss Vincent „Vince“ Giordano ist ein Neffe von ihm.
Seit 1938 wurde Giordano mehr als 50 Mal verhaftet; seine Vergehen beinhalteten illegalen Waffenbesitz, Raub, Überfälle, Steuerhinterziehung und Fälschung von Steuermarken. In den frühen 1950er Jahren machte Giordano mehrere Reisen nach Anzio (Italien), um das Schmuggeln von Heroin in die vereinigten Staaten einzuleiten. Das FBI beobachtete ihn auf drei der Reisen und konnte aber nicht genügend Beweise sammeln, um ihn anklagen zu können. Im Jahr 1956 wurde Giordano wegen Steuerhinterziehung bezüglich seines Automaten-Unternehmens zu vier Jahren in Haft verurteilt.

## Zeit als Oberhaupt
Nach dem Tod von Anthony „Tony Lap“ Lopiparo im Jahr 1960 wurde Anthony Giordano sein Nachfolger als Boss.
In den 1960er Jahren hatte Giordano einen einfachen Blue-Collar-Job angenommen; höchstwahrscheinlich als legale Fassade. Giordano selbst wurde auch oft in Arbeitskleidung an seinen Mietobjekten bei der Durchführung von Zimmerei- oder Sanitäraufgaben gesehen. Er und seine Frau lebten in konservativen Hause im Südwesten von St. Louis.
Giordano war bekannt für seine explosives Temperament. Im Jahr 1965 drohte Giordano sogar einem FBI-Agenten, der versuchte ihn in seinem Restaurant auszufragen. In einem anderen Fall im Jahr 1970, packte und drohte Giordano physisch einen Priester der versuchte ein gestohlenes Fahrzeug der Kirche, von Giordanos Abschleppunternehmen zurückzuholen.
In den 1970er Jahren versuchte Giordano zusammen mit Anthony Joseph Zerilli – dem Actingboss der Zerilli-Familie (Detroit crime family) – die Kontrolle über das Kasino  New Frontier  in Las Vegas zu übernehmen. Giordano wurde diesbezüglich im Jahr 1975 verurteilt und inhaftiert und sein Neffe Vincenzo Giammanco wurde währenddessen zum Actingboss ernannt, bis Giordano im Jahr 1977 wieder entlassen wurde.
Drei weitere Jahre blieb er Oberhaupt der Familie, bis er am 29. August 1980 an Krebs starb. Beerdigt wurde er am 2. September 1980 auf dem Calvary Friedhof in St. Louis.
Nachfolger wurde sein Underboss John Joseph Vitale.